# 国鉄ホキ9500形貨車
国鉄ホキ9500形貨車（こくてつホキ9500がたかしゃ）は、砕石輸送用の私有貨車として製作され、日本国有鉄道（国鉄）・日本貨物鉄道（JR貨物）に車籍を有する 35 t 積の貨車（ホッパ車）である。

## 概要
基本構造は国鉄所有のホキ2500形に準じている。車体は私有貨車では初の赤3号で塗装された。鉄道ファンの間では車体の色から「赤ホキ」とも通称された。台車はころ軸受のTR213で、最高速度は75 km/hである。

### 成田空港建設用新製車
新東京国際空港（現：成田国際空港）（成田空港）の建設工事用として、1970年（昭和45年）4月25日から同年7月1日までの約2ヶ月間に193両（内訳：日本車輌製造本店65両（ホキ9500 - ホキ9564）、汽車製造宇都宮50両（ホキ9565 - ホキ9614）、日立製作所33両（ホキ9615 - ホキ9647）、川崎重工業25両（ホキ9648 - ホキ9672）、三菱重工業20両（ホキ9673 - ホキ9692））が製作された。
砕石の荷卸しを容易にするため、開戸の開閉は遠隔操縦で自動で行う仕様であった。これにより荷卸しの作業時間が短縮され、1編成に665t積載された砕石を1分半で荷卸ししていた。
所有者の社紋と常備駅は標記されたが、社名・専用種別・実容積は標記されなかった。当時、空港建設に反対する勢力（地権者や活動家など）による妨害・破壊活動が頻発していて、ホキ9500形になされた措置も、彼らによる妨害・破壊活動から車両を守るためのカモフラージュであったと推測されている。
空港工事終了後の1977年には社名及び専用種別を標記のうえで石灰石輸送用として転用・譲渡された。当初は日本石油輸送あるいは日本セメントに移籍したが、1980年以降は小野田セメント、1984年には奥多摩工業への移籍車も登場した。日本国有鉄道（国鉄）が車両を買い取ってホキ2500形に編入する計画もあったが、国鉄の経営悪化などが原因で当初の計画は頓挫している。

### ホキ2500形からの編入車
国鉄から日本貨物鉄道（JR貨物）に継承されたホキ2500形は1990年代になると老朽化による淘汰が計画されたが、この際に輸送の継続を希望する荷主が所有するホキ9500形に編入して所有者負担で更新改造を行うことになった。関東地区向けは1996年（平成8年）から1997年（平成9年）にかけて9693 - 9729の37両が、名古屋地区向けは1996年から1998年にかけて9766 - 9783の28両が更新された。編入車は既存車の続番に振られており、原番号との関連はない。
関東地区向けはホキ2500形のうち37両が更新されてホキ9693 - 9729となり、奥多摩工業（奥多摩駅常備）の所有となった。当初はホキ9765までの73両が更新される予定であったが、所有車側の事情によりホキ9729までの更新で打ち切られた。
名古屋地区向けは9766 - 9783の28両が更新された。9766 - 9774の各車は粉状石灰石の飛散防止カバー付き車両が種車であったが、カバーの補修に手間がかかったため、9775以降は関東地区のカバーなし車を種車として更新時にカバーが設置された。更新当初の所有者は9766 - 9768が河合石灰工業（猿岩駅常備）、9769 - 9783が矢橋工業（乙女坂駅常備）であった。

### 名古屋地区向け新製車（19500番台）

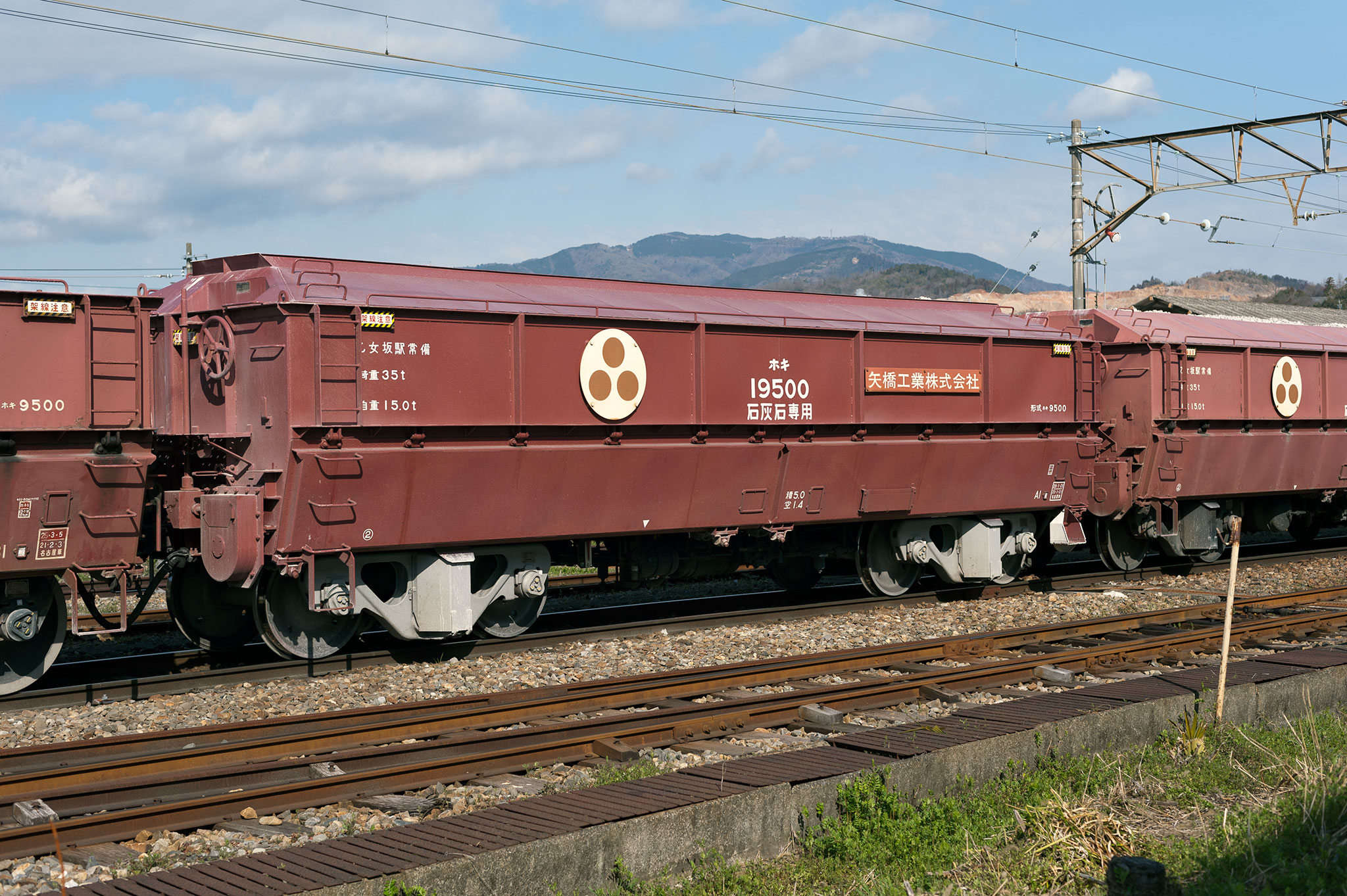
ホキ9500形、ホキ19500 矢橋工業所有車

矢橋工業により1996年（平成8年）に、3両（ホキ19500 - ホキ19502）が増備されたもので、日本車輌製造製である。名古屋地区のホキ2500形をホキ9500形に編入改造する際の予備車として製造された。
基本的な仕様は同一だが、台車がライトグレーに塗られていることでその他のホキ9500形と区別できる。ホキ19501-ホキ19502は、台車が黒になっている。　

## 運用の変遷

### 成田空港建設輸送
落成した車両は新東京国際空港公団の所有となり、日本国有鉄道に車籍編入された。製造当初は新東京国際空港（現・成田国際空港）建設用の砕石輸送に使用され、成田駅（千葉県）を常備駅とした。
砕石輸送列車は本形式19両の前後に各1両のヨ5000形車掌車を連結した計21両編成の専用貨物列車で運行され、成田駅 - 葛生駅（栃木県）間で1日3往復運用された他に、金島駅（群馬県）・箱根ケ崎駅（東京都）・初狩駅（山梨県）からも1往復ずつ運用された。成田駅では、荷役が容易に行えるように新設された高架式の専用線を通って現場へ出入りしていた。

### 空港建設終了後
空港建設終了後は各社に移籍し（日本石油輸送・奥多摩工業・小野田セメントなど）専用種別は石灰石に変更された。

#### 日本石油輸送
日本石油輸送所有車は名古屋南港駅常備とされ、各地で使用された。関東地区ではホキ2500形との併用で青梅線石灰石列車に、九州地区ではホキ8500形との併用で石原町 - 黒崎間の石灰石輸送に使用されていた。

#### 小野田セメント→太平洋セメント
小野田セメントは1981年3月よりホキ9500形を所有しており、山口県の重安駅（美祢線）から宇部岬駅（宇部線）への石灰石輸送に使用されていた。納入先はセントラル硝子の宇部工場であった。小野田セメントは合併により秩父小野田を経て太平洋セメントとなったが、社名標記は小野田セメントのままであった。
輸送量の減少、トラック輸送への置き換えや貨車の老朽化などの理由により、2009年（平成21年）10月18日に運転を終了した。運用終了後、新南陽で解体されたと噂になっていたが、小野田セメントの私有地内で全車解体された。

#### 奥多摩工業
奥多摩工業所有車は1984年に登場し、青梅線石灰石列車として日本石油輸送所有のホキ9500形、国鉄・JR貨物所有のホキ2500形と併用されていたが、1998年（平成10年）の石灰石輸送終了により運用を離脱した。このうちJR化後にホキ2500形からホキ9500形に編入された37両は2002年に矢橋工業へ移籍した。

#### 矢橋工業・河合石灰工業
矢橋工業では1969年より西濃鉄道乙女坂駅から日本製鉄名古屋製鉄所内への石灰石輸送を行っており、当初は国鉄所有のホキ2500形を使用したが、JR化後の1996年より矢橋工業所有のホキ9500形に更新された。岐阜県大垣市の金生山で採掘された石灰石を西濃鉄道・JR東海道本線・名古屋臨海鉄道経由で日鉄名古屋製鉄所構内の矢橋工業名古屋工場まで輸送し、同工場で生産される鉄鋼用生石灰の原料に使用されている。ホキ2500形時代より粉状石灰石の飛散防止カバーが設けられている。
1998年に青梅線運用を終了した更新車37両は2002年に矢橋工業に移籍したが、このうち13両は翌年に廃車され、残った24両のうち6両に飛散防止カバーが追加された。河合石灰工業の所有車も同時期に矢橋工業に移籍した。
2015年（平成27年）10月現在のホキ9500形の定期運用は矢橋工業所有車のみである。1996年（平成8年）に製造されたホキ19500 - ホキ19502を除きすべて経年40年以上、ホキ2500形からの編入車では更新工事が行われたとはいえ経年45年前後と老朽化している。代替として2011年よりホキ2000形の導入が進み、本形式は置き換えられつつある。